# Litang (soupe)
Pour les articles homonymes, voir Li Tang et Xian de Litang.
Le litang (chinois simplifié : 梨汤 ; pinyin : lí tāng) est une soupe de poires nashi traditionnellement servie en Chine en hiver.